# Nessbeal
Наби́ль Сали́ (фр. Nabil Sahli, родился 16 августа 1978 года), более известен как Несбиль (фр. Nessbeal) — французский рэп-исполнитель марокканского происхождения.

## Биография
Набиль Сали родился в марокканской семье в Булони-Бийанкуре, западном пригороде Парижа. После развода родителей Набиль остался с матерью, и они переехали в Вилье-сюр-Марн в департаменте Валь-де-Марн. В 1996 году Набиль Сали совместно с французскими рэперами Zesau и Korias создал рэп-коллектив Dicidens. В 1999—2000 группа записывает композиции для своего первого студийного альбома, HLM Rezidants, который выпустили только в 2004 году.
В то же время Набиль Сали состоял в группе 92i вместе с Lunatic, Malekal Morte и Sir Doum's3, а также участвовал в записи двух первых альбомов рэпера Booba. Вскоре Сали покинул покинул 92i и подписал контракт с Nouvelle Donne Music на два альбома (La Mélodie Des Briques в 2006 году и Rois Sans Couronne в 2008 году) и один микстейп.
После Набиль Сали подписал контракт с 7th Magnitude. В 2010 году он выпустил альбом NE2S, а в 2011 — Sélection Naturelle. Он записал материал для песни Mesdames, Messieurs из альбома MDR: Mec De Rue 2 от Mister You. Несбиль принимал участие в коллективных проектах Street Lourd Hall Stars, Illicite Projet и Talents fâchés. У Несбиля были рэп-баттлы с Medine и Youssoupha.
После выпуска Sélection Naturelle он объявил о паузе в своей карьере. В 2014 году Несбиль анонсировал, что готов начать работу над новым альбомом.

## Дискография
| Год  | Название               |
| ---- | ---------------------- |
| 2006 | La Mélodie Des Briques |
| 2008 | Rois Sans Couronne     |
| 2010 | NE2S                   |
| 2011 | Sélection Naturelle    |